# Dioon edule
Dioon edule là một loài thực vật hạt trần trong họ Zamiaceae. Loài này được Lindl. mô tả khoa học đầu tiên năm 1843.